# Golem (legende)

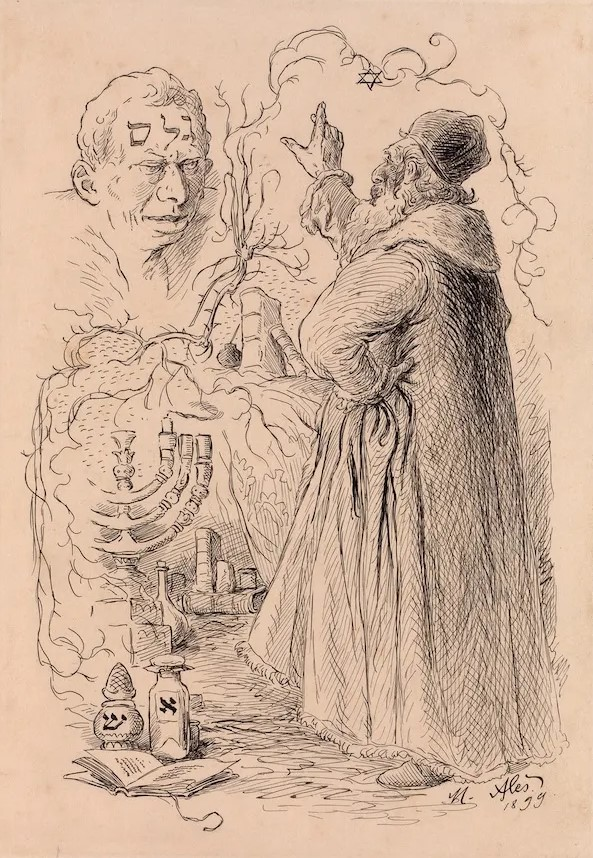
Golem en rabbi Löw

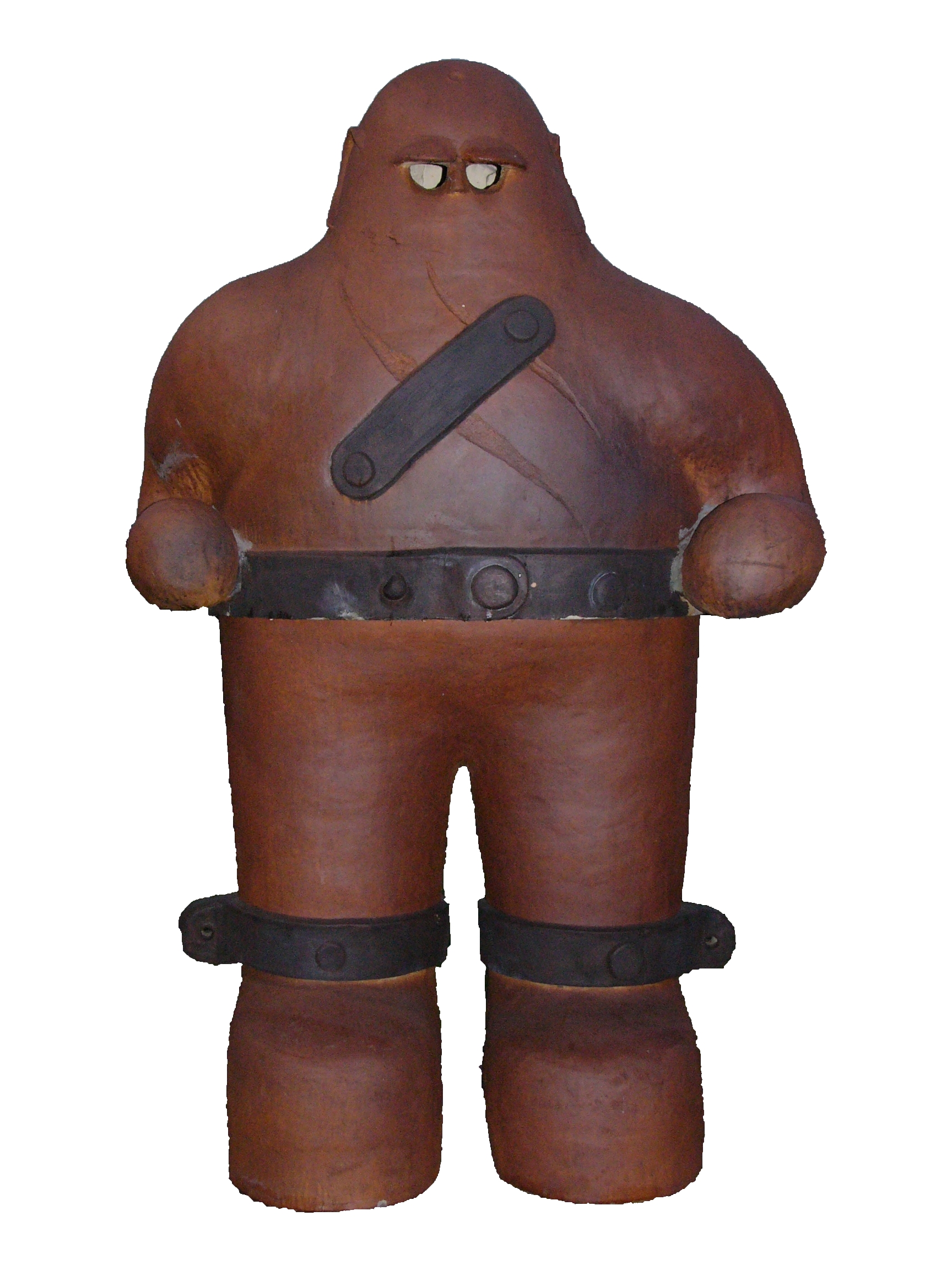
Een golem van klei

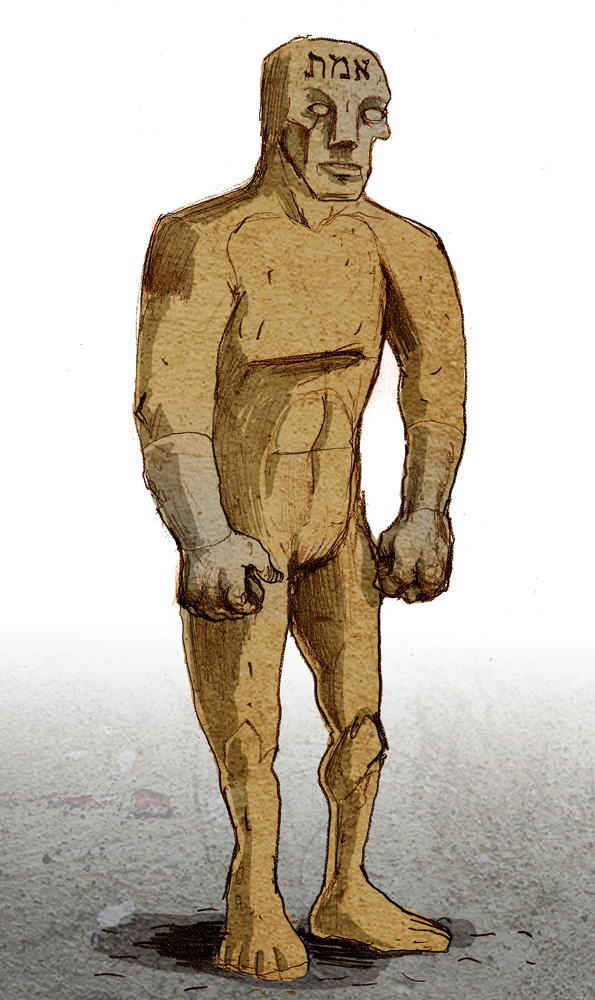
Een golem

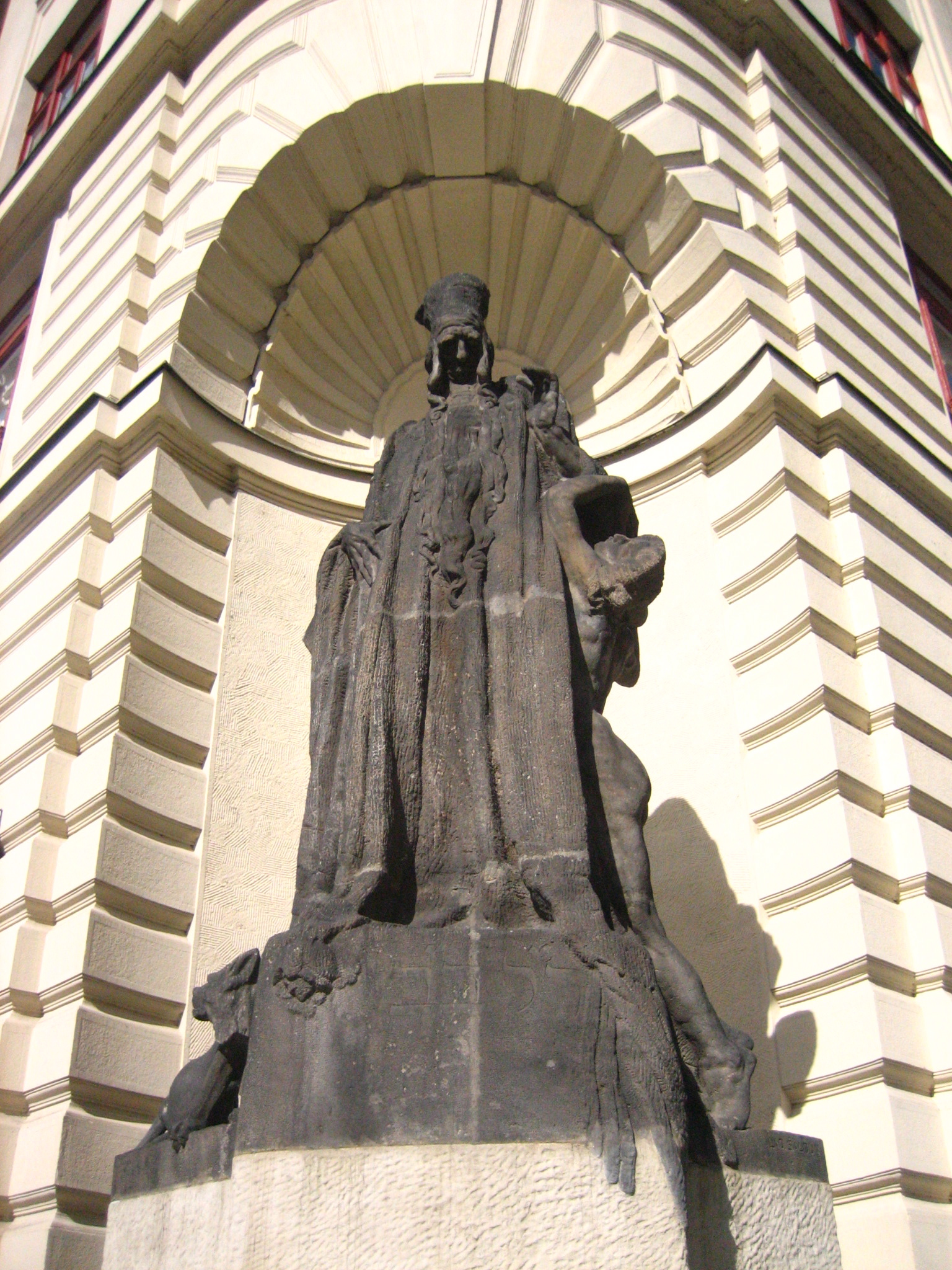
Standbeeld van rabbi Löw in Praag

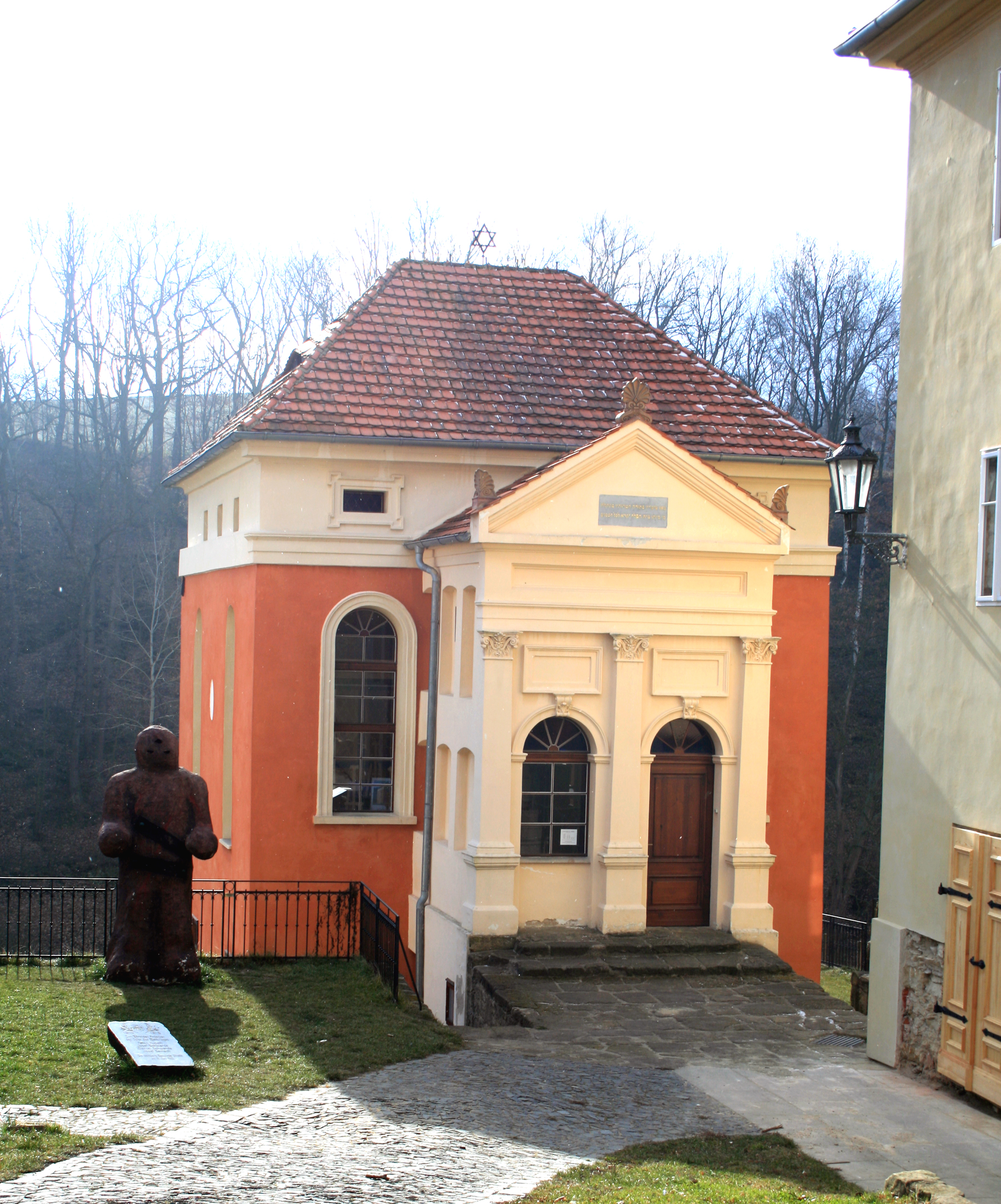
Museum in Úštěk met standbeeld van de golem

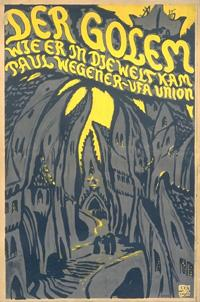
Poster voor Der Golem, 1920

De golem is een figuur uit een Joodse legende. De golem (Hebreeuws:גולם) was een mensfiguur gemaakt van klei en tot leven gewekt door een rabbijn. Het woord golem is waarschijnlijk afgeleid van het Hebreeuwse woord gelem (גלם), dat ruw materiaal of grondstof betekent. In het Nederlands-Jiddisch wordt het uitgesproken als goulem, elders in het Jiddisch als goilem.

## Achtergrond
De eerste verhalen over de golem stammen uit het vroege jodendom. In de Talmoed (traktaat Sanhedrien 38b) is omschreven dat de eerste mens Adam oorspronkelijk als golem is geschapen toen zijn stof was "gekneed in een vormeloze homp". Zoals Adam zijn alle golems uit klei geschapen. Zij waren geschapen door zeer heilige mensen die dicht bij God stonden. Een zeer heilig persoon was iemand die streefde dicht bij God te komen en zodoende o.a. de wijsheid en macht kreeg om leven te scheppen. Maar dit was slechts een schaduw van de schepping door God.
In het begin ontwikkelde zich de notie dat de golem niet kan spreken. In de Talmoed (traktaat Sanhedrien 65b) wordt beschreven dat Rava een man (gawra) heeft geschapen. Hij stuurt zijn creatie naar rabbi Zeira. Rabbi Zeira sprak tot hem, maar hij antwoordde niet, waarop rabbi Zeira hem zegt: "Je bent geschapen door tovenaars, ga terug naar het stof der aarde".
In versies van de legende wordt de naam van God op zijn voorhoofd geschreven. Ook werd wel het woord Emet (waarheid in het Hebreeuws) op zijn voorhoofd geschreven, of op een kleitablet onder zijn tong. Door de eerste letter van Emet weg te halen ontstaat Met (dood), waardoor de golem wordt vernietigd.
Elazar van Worms (ca. 1176–1238), een middeleeuwse kabbalist, meende dat een oude mystieke tekst, Sefer Jetsira, een recept bevatte voor het maken van levend wezen met behulp van letters van het Hebreeuwse alfabet.
Een bekend verhaal over de golem is van Gustav Meyrink, die in 1915 Der Golem schreef, gebaseerd op de verhalen rond de 16e-eeuwse rabbi Löw (Juda Löw ben Betsabel, 1520-1609) uit Praag. Het boek inspireerde een serie expressionistische films van Paul Wegener.

## Verhaal
Van het verhaal over de golem bestaan vele verschillende versies.

### Versie 1
Een oude Joodse man, rabbi Löw, die in Praag leefde, was erg meelevend met de mensen die elke dag erg hard moesten werken. Vooral dat die mensen zo weinig betaald kregen bedroefde hem. Als de harde werkers thuis kwamen, moesten ze ook nog hard werken om het huishouden te doen. Ook de kinderen werden daarbij ingeschakeld, om hout te hakken, het huis te vegen en hun bed op te maken. Daar kwam nog bij dat de arme Joden slecht werden behandeld. Het was gevaarlijk voor hen om 's avonds laat de straat op te gaan. Rabbi Löw wilde daar iets aan doen. Hij herinnerde zich een oud verhaal, over de golem, een dienaar die gemaakt kon worden uit een homp klei.
Rabbi Löw vond het een goed idee om zo een dienaar te maken, en hij ging langs de deuren om raad te vragen. Hij vroeg het aan alle grote denkers die hij kende. Op een avond las hij in de Kabbala en leerde hoe hij een golem moest maken. Het boek zei namelijk: "Een Golem moet worden gemaakt uit de kleverige klei van de oever van de Moldau. Maak het gezicht, de handen en de voeten van klei. Rol het op zijn rug en loop 7 keer om de vorm heen. En terwijl je dat doet, roep je: "Shanti, Shanti, Dahat, Dahat!"
Rabbi Löw vroeg drie helpers mee naar de rivier, en ze vonden daar de kleverige klei. Van klei met vodden maakten ze het hoofd, en de ledematen voor het lichaam van de golem. Toen liepen ze eromheen en riepen wat de Kabbala had gezegd. De klei begon te gloeien. Daarna werd het bedekt met lang haar. De vingers kregen nagels. "Sta op en loop als een mens", riep rabbi Löw. Dat deed de golem en de helpers kleedden hem aan als een dienaar. De rabbi vroeg aan de golem, "Hoor je me en versta je mij?". De golem knikte van ja. Aan de rand van Praag gaf de rabbi de golem opdracht om al zijn mensen te helpen en te beschermen. De golem knikte van ja.
Rabbi Löw bedacht een truc om de golem te laten werken en om hem weer te stoppen. 's Avonds stopte de rabbi een stukje papier (waarschijnlijk wordt bedoeld perkament) in zijn mond waarop hij schreef wat de golem moest doen. Hij gaf de golem verder opdracht om 's ochtends te stoppen met werken en de hele dag te slapen als de rabbi het papiertje uit zijn mond had gehaald. De golem maakte de sjoel schoon. De golem maakte soms de huizen schoon. Hij hield de orde 's nachts, zodat de mensen niet meer bang waren.
De rabbi vond dat de golem menselijker moest worden en leerde hem brood eten. Maar de golem dacht dat alles gegeten kon worden. Op een dag at hij stenen. Rabbi Löw probeerde de golem veel meer te leren en vertelde de golem belangrijke dingen. Maar de golem leerde niet vanzelf zoals een kind. Een vriend van rabbi Löw, Simon, had het idee om de golem te leren lezen, zodat hij zelf alles kon leren. De golem leerde zoveel, dat hij zelf ook een mens wilde worden. Hij wilde ook plezier hebben en kunnen lachen. Hij zag de kinderen spelen en lachen, en wilde zijn zoals de kinderen, maar dat kon natuurlijk niet. Toen werd de golem erg boos. Hij rende het huis van rabbi Löw uit, schreeuwde tegen de mensen en begon met stenen te gooien en dingen te vernielen. De mensen werden bang en probeerden de golem te vangen. Maar de golem kon erg hard rennen. Hij rende weg, en nooit heeft iemand hem weer gezien.

### Versie 2
In een andere versie wekte rabbi Löw de golem tot leven door hem een stukje papier met de naam van God in zijn mond te stoppen. Als hij het papiertje eruit haalde, werd de golem weer een levenloze pop van leem. Op een vrijdagavond juist voor sjabbat vergat rabbi Löw het strookje, omdat hij haast had. De golem was woedend en begon alles in elkaar te slaan. De rabbi onderbrak zijn gebed om het papier alsnog te verwijderen. Daarna stortte de golem weer als een klomp leem in elkaar.

### Versie 3
Na een tijd gediend te hebben liet de golem het papier niet zo makkelijk meer los. Bovendien werd hij elke dag groter. Ten slotte raakte de golem de zolder van het huis van de rabbi. Rabbi Löw werd bang, en wilde het papier voor altijd weghalen. Toen dat eindelijk lukte werd de golem een reusachtige hoop leem, en verpletterde de rabbi onder zijn gewicht.

### Versie 4
Kabbalist rabbi Leib is rabbijn van de oude stad Praag. Hij verdiept zich in mystiek en magie en is een groot kenner van de Talmoed. Hij geneest zieken met bovennatuurlijke kracht en weet hoe hij amuletten gebruiken kan. De joodse gemeenschap gelooft dat hij de hulp van engelen, dwergen en boze geesten kan inroepen.
Keizer Rudolf II is intolerant tegenover mensen die niet katholiek zijn. Protestanten worden vervolgd en joden worden beschuldigd van het gebruik van bloed van christenen voor de bereiding van de matses. Als een christelijk kind verdwijnt, worden onschuldigen terechtgesteld. Af en toe komt het verdwenen kind levend terug.
Jan Bratislawski was enorm rijk en had honderden lijfeigenen, maar heeft zijn vermogen verspeeld met kaarten, drinken en het voeren van processen tegen andere landeigenaren. Zijn vrouw Helena is gestorven van verdriet en hij heeft nog een dochtertje, Hanka. Hanka heeft de juwelen van Helena geërfd. Ze krijgt deze op haar achttiende verjaardag.
Reb Eliezer Polner is een hardwerkende joodse bankier en is bekend in heel Europa om zijn liefdadigheid tegenover joden en christenen. Hij staat op bij zonsopgang en bidt en leest tot twaalf uur 's middags de Talmoed en de Thora. Zijn vrouw Genendl brengt elke dag brood en soep naar het armenhuis.
Jan Bratislawski is nog veel geld schuldig aan Reb Eliezer en op een dag in maart tekent hij tijdens een kaartspel een schuldbekentenis. Hij verliest en beseft pas dagen later dat hij nooit aan 75.000 gouden dukaten kan komen. Jan gaat naar het getto en vraagt Reb om de grote lening, maar deze wordt geweigerd. Jan bedreigt Reb met de dood en gaat boos weg.
De joden zijn in de maand nisan bezig met het bakken van de matses, over twee weken is het Pesach (het joods paasfeest). Reb leest in de Misjna over het bereiden van de matses, de seder, het drinken van de vier glazen geheiligde wijn en het lezen van de Haggada. Nooit zijn de joden vergeten dat ze slaaf waren van de Farao, alhoewel dit meer dan drieduizend jaar is geleden. Dan wordt op de deur gebonsd en gewapende soldaten nemen Reb Eliezer mee naar de gevangenis.
De volgende ochtend verschijnt Reb Eliezer voor de rechter en ziet Jan Bratislawski met een dronkenlap en een schele vrouw in de rechtbank. Hij wordt ervan beschuldigd het dochtertje van Jan Bratislawski ontvoerd te hebben en vertelt dat hij thuis was. Zijn getuigen, Barbara en Stefan. worden niet gehoord, de joden kunnen niet op tegen de twee christelijke getuigen van Jan. Reb legt nog uit dat volgens de wetten van Mozes geen bloed gebruikt mag worden en hij vertelt dat hij Jan nog niet zo lang geleden een lening geweigerd heeft. Dit heeft geen effect, Reb wordt toch in de gevangenis gegooid.
Jan Bratislawski vraagt de rechter om de erfenis van zijn dochter, maar de rechter zegt hem te wachten tot Reb Eliezer ter dood is gebracht. Reb Eliezer heeft veel vrienden, ook onder christenen, en hij kan nog in hoger beroep gaan. De rechter en Jan noemen zichzelf christenen, maar geloven niet in God en Zijn Geboden. Hun leven draait om geld, kaarten, wijn, gevaarlijke spelletjes en lege pleziertjes.
Rabbi Leib hoort over de arrestatie en vreest een golf van arrestaties, de beul van Praag zal zorgen voor een massale terechtstelling. Rabbi Leib staat om twaalf uur 's nachts op om te bidden en dan komt een kleine man binnen. Rabbi Leib geeft hem een hand en groet de man, die vertelt meteen weer weg te moeten. Rabbi Leib ziet liefde, waardigheid en godvrezendheid in de ogen van de vreemdeling en vermoedt een van de zesendertig verborgen rechtvaardigen in huis te hebben. Hij vertelt wat er aan de hand is en de zwerver vertelt rabbi Leib hoe hij een golem moet maken en dat hij hem Jozef moet noemen.
De zwerver vertelt nog welke naam op het voorhoofd van de golem geschreven moet worden en rabbi Leib laat zijn bediende Todrus klei halen. Wanneer rabbi Leib de volgende ochtend de synagoge opent, ziet hij sporen van klei. Hij maakt op zolder een figuur van de klei en brengt hem tot leven door de naam van God op het voorhoofd te schrijven. Hij laat een lijntje van de alef weg, zodat de golem zich nog zal aankleden. Todrus haalt kleding uit de stad die is overgebleven na een voorstelling van David en Goliath.
Rabbi Leib vertelt over het verdwenen meisje en zegt de Josele Golem haar naar de rechtbank te brengen op het moment dat Reb Eliezer terecht moet staan. Reb Eliezer verdedigt zich en vertelt over vrouwen die als heksen veroordeeld zijn en op de brandstapel omkwamen. Dan komt de golem binnen met Hanka; zij rent op haar vader af. Ze vertelt door Barbara en Stefan in de kelder van het kasteel opgesloten te zijn in opdracht van haar vader.
Het schijnproces wordt gestopt door de aandacht van de keizer; de slimme christenen in Europa geloven ook helemaal niet meer in het gebruik van bloed in de matses. Jan verliest zijn eigendommen en wordt tot de galg veroordeeld. De joden worden vrijgelaten en iedereen vraagt zich af wie de reus was. Rabbi Leib veegt de naam van God van het voorhoofd van de golem, waarna hij levenloos wordt. De keizer heeft van de reus gehoord en wil hem zien, waarna rabbi Leib opnieuw de naam van God op het voorhoofd schrijft.
De vrouw van rabbi Leib wil de reus gebruiken om een meteoor uit de tuin te halen. Onder de meteoor ligt de schat van een alchemist en die wil ze gebruiken om arme mensen te helpen. Rabbi Leib stemt toe, maar de golem gehoorzaamt hem niet. Rabbi Leib beseft dan dat de golem hier niet voor bestemd is; hij heeft de waarschuwingen van de zwerver niet opgevolgd. Ondanks zijn enorme grootte is de golem als een klein kind. Hij heeft zijn emoties niet onder controle en snapt de dingen nog niet. Zo blijft hij water halen als de ton al vol is, zodat deze overstroomt.
Ook krijgt Josele honger en eet hij enorm veel brood en gebruikt hij alles als speelgoed. Langzamerhand ontwikkelt de golem zich en kan hij Jiddisch spreken. De joden dulden de wandaden en hopen dat hij een trouwe verdediger van de joden in Bohemen wordt als hij opgegroeid is. De golem wordt zelfs als messias gezien, maar rabbi Leib deelt hun hoop niet. Josele vraagt zich af wie hij is en hij wil een bar mitswa. Rabbi Leib heeft medelijden en legt uit dat Josele geen moeder heeft; hij wil de naam van God wegvegen, maar Josele weigert.
Josele ontsnapt en richt vernielingen aan, maar woont een cheider bij en volgt de les in het alef-bet (het Hebreeuwse alfabet). De golem vindt Mirjam, die het huishouden doet, erg leuk en wil met haar trouwen. Rabbi Leib vraagt Mirjam de naam van God van het voorhoofd te vegen, maar dat doet ze niet. De golem beklimt de Toren van Vijf en de hele stad kan zijn kunsten zien. Een generaal komt naar rabbi Leib en vertelt dat de golem in het leger moet dienen. Mirjam voert de golem dan dronken, zodat hij in slaap valt en rabbi Leib de naam van God kan uitvegen.
Rabbi Leib zegt kaddisj, het gebed voor de doden, voor de golem. Verhalen over de golem doen nog lang de ronde. Mirjam verdwijnt; ze pleegt zelfmoord in de rivier. Er zijn verhalen dat de golem haar in het donker heeft opgehaald en dat ze samen naar een plek zijn gegaan waar geesten elkaar liefhebben.

## Wetenswaardigheden
- Het woord golem is Hebreeuws en komt voor in Psalm 139:16. In de Nederlandstalige Bijbelvertalingen is het vertaald met klomp (Statenvertaling, leem of vormeloos begin (in de betekenis van embryo, Nieuwe Bijbelvertaling).

Uw ogen zagen mijn vormeloos begin, alles werd in uw boekrol opgetekend, aan de dagen van mijn bestaan ontbrak er niet een. (Nieuwe Bijbelvertaling)
- In het Jiddische slang is golem een scheldwoord voor iemand die onhandig of traag is.
- Een bekende[bron?] joodse uitspraak is "olem golem". Letterlijk vertaald: de mens is de golem, of de mens is een machine, vrij vertaald, de wereld is een kwade plaats.

## Golems in boeken
- De legende van de golem vormt de basis van de roman Der Golem (1915) van de Oostenrijkse schrijver Gustav Meyrink.
- Harry Mulisch gebruikt het thema van de golem als een proloog in zijn roman De procedure.
- Harry Mulisch vergelijkt in zijn boek ‘de zaak 40/61’ Adolf Eichman met een golem.
- In The amazing adventures of Kavalier and Clay (Pulitzer Prize voor fictie 2001) geeft Michael Chabon een hilarisch relaas over hoe de golem wordt bevrijd uit het door Hitler bezette Praag.
- Er is een album van Suske en Wiske, genaamd De kus van Odfella, waar sprake is van een golem.
- In de stripreeks Agent 327 deel 15 De golem van Antwerpen speelt de legende van de golem een rol.
- In Feet of Clay, het negentiende boek in de Discworld-serie van Britse auteur Terry Pratchett, draait het conflict om een groep Golems die als onbetaalde arbeidskrachten worden ingezet in de stad Ankh-Morpork.

## Golems in de uitvoerende kunst
- De golem en rabbi Löw komen voor in een drietal expressionistische Duitse films: Der Golem (Duitsland, 1915), Der Golem und die Tänzerin (Duitsland, 1917) en Der Golem, wie er in die Welt kam (Duitsland, 1920). Die laatste is als enige bewaard gebleven en vormde de basis voor de Britse film 'It! uit 1966.
- Le Golem (Frankrijk/Tsjecho-Slowakije, 1936), regie Julien Duvivier.
- De bakker en de keizer / The Emperor and the Golem (Tsjecho-Slowakije 1952), regie Martin Frič.
- Het Nederlandse Theater van het Oosten speelde Een Golem, onder regie van Leonard Frank, naar een bewerking door Judith Herzberg van de vertaling van Mira Rafalowicz van het verhaal van Leivick.
- Der Golem, een Duitstalig hoorspel uit 1964, is gebaseerd op de gelijknamige roman uit 1915 van Gustav Meyrink. Het is in het Nederlands vertaald als De Golem.
- In Feet of Clay van Terry Pratchett spelen golems een hoofdrol.
- Golem (Polen, 1980), Poolse sciencefictionfilm gebaseerd op de golemlegende.
- Naissance d'un Golem (Frankrijk, 1991), Franse thriller gebaseerd op de golemlegende.
- Golem, le Jardin Pétrifié (Frankrijk/Duitsland/Rusland/Israël, 1993), regie Amos Gitai.
- In Thor (2011) speelt een metalen golem, de Destroyer.
- The Limehouse Golem (Verenigd Koninkrijk, 2016), Britse horrorfilm gebaseerd op de golemlegende.
- The Golem (Israël, 2018), Israëlische horrorfilm gebaseerd op de golemlegende.
- In een aflevering van de bekende tv-serie The X-Files (Kaddish van seizoen 4) gebruikt een Joodse vader een golem om wraak te nemen op de moordenaars van zijn (schoon)zoon.
- In het achtste seizoen van tv-serie NCIS (afl. Enemies Domestic) hebben de personages Tony DiNozzo en Ziva David een gesprek over de golemlegende.
- In het vierde seizoen van de tv-serie Grimm gebruikt een rabbi een golem om wraak te nemen op degene die zijn zus en haar kind mishandelt.
- In het tweede seizoen van de Australische serie Nowhere Boys (aflevering 17) komt het personage Saskia voor. Zij blijkt later een golem te zijn, geschapen door Alice Harley.

## Naamgenoten
Het karakter van Gollem in de boeken van Tolkien is niet gebaseerd op de golem, hoewel het mogelijk is, dat Tolkien geïnspireerd werd door de naam. In de cyclus In de ban van de ring refereert de naam aan het keelgeluid dat het wezen maakt. De wezens die in Japanse Pokémon Golem genoemd worden, hebben evenmin verband met de golem. Het zijn tweebenige, schildpadachtige schepsels met een rotsachtige huid en kop.